# Hammerska ladan
Hammerska ladan vid Kungsträdgården i Stockholm var en envåningsbyggnad i hörnet av Kungsträdgårdsgatan och Södra Blasieholmshamnen. 
Tomten inköptes 1866 av juveleraren och konsthandlaren Christian Hammer. Han fick bygglov för ombyggnad av den salubodslänga som byggts 1822 av Emerentia Augusta Charlotta von Lantingshausen. von Lantingshausens egendom tog från 1690-talet fram till 1860-talet hela kvarteret i anspråk med ett ståtligt stadspalats med säteritak vid Arsenalsgatan, resten av kvarteret var omgärdat av ekonomibyggnader och salubodar som byggts till.  
Det blev en anspråkslös byggnad som kom att heta Hammerska ladan där konserter och loppcirkus och andra lättsamma evenemang ägde rum. Fasaderna från delar av den gamla salubodslängan behölls med en teater som byggdes inne på gården. Här anlades även ett schweizeri och teatern som invigdes  i oktober 1867 fick namnet Nya teatern. I september 1868 nyinvigdes teatern i förbättrat skick under namnet Mindre teatern. Den nya salongen rymde 1000 personer och var dekorerad med porträttmedaljonger i akvarell föreställande internationella operakompositörer och dramatiker. Väggarna på balkongen och taket var dekorerade med liknande medaljonger med svenska kompositörer och dramatiker. Dekorationerna var utförda av Fritz Ahlgrensson. Längs väggarna stod karyatider hållande gasarmar för belysningen.
Byggnaden revs 1884 och på tomten uppfördes det Palmeska huset.
Teaterhuset revs dock inte utan plockades ner och flyttades 1886 till Furusund, i Stockholms skärgård, där det återuppfördes.

## Uppsättningar

### Nya teatern
| År   | Produktion                                                                 | Upphovsmän                                        | Noter                                           |
| ---- | -------------------------------------------------------------------------- | ------------------------------------------------- | ----------------------------------------------- |
| 1867 | Konsten att vara teaterdirektör                                            | Frans Hodell                                      | Premiär 14 oktober 1867 Invigningsföreställning |
| 1867 | En originell familj                                                        |                                                   | Premiär 14 oktober 1867 Invigningsföreställning |
| 1867 | Trädgårdsflickan                                                           | August Säfström                                   | Premiär 18 oktober 1867                         |
| 1867 | Josephs mantel Le manteau de Joseph                                        | Louis Boyer och Charles-Louis-Étienne Nuitter     | Premiär 26 oktober 1867                         |
| 1867 | Mot beräkning Frisette                                                     | Eugène Labiche och Auguste Lefranc                | Premiär 4 november 1867                         |
| 1868 | Qvinnorna och förtroendet                                                  | Johan David Zander och Johan Magnus Lannerstierna | Premiär 19 januari 1868                         |
| 1868 | Skarpskytten eller Hans tredje hustru Sein dritte oder Amerika und Spanien | E Pohl Översättning Johan Flodmark                | Premiär 12 april 1868                           |

### Mindre teatern
| År   | Produktion                                                                         | Upphovsmän                                                                                | Noter |
| ---- | ---------------------------------------------------------------------------------- | ----------------------------------------------------------------------------------------- | --- |
| 1868 | Min hustru vill ha roligt                                                          | Johan Jolin                                                                               | Premiär 15 september 1868 Invigningsföreställning Richard Wagner, Gurli Åberg, herr Pettersson, herr Lindström, fru Martinsson |
| 1868 | Leve konkurrensen                                                                  | Richard Gustafsson                                                                        | Premiär 15 september 1868 Invigningsföreställning |
| 1868 | Aurores träskor Les sabots d'Aurore                                                | Raimond Deslandes och William Busnach Översättning Ernst Wallmark                         | Premiär 21 september 1868 |
| 1868 | Vårt tjenstefolk Les domestiques                                                   | Eugène Grangé och Raymond Deslandes Översättning Ludvig Josephson                         | Premiär 24 september 1868 Joël Lindström, Amanda Rylander, M. L. Hammarstrand, herr Petterson, Anna Wagner, Albert Lichtenberg, Richard Wagner, fröken Hermansson, fru Martinsson, Julia Magnusson, August Theodor Boström, Fredrik Hammarstrand |
| 1868 | Balskorna                                                                          | Octave Gastineau                                                                          | Premiär 1 oktober 1868 Linda Boström, Gurli Åberg |
| 1868 | En ung förmyndarinna                                                               | Eugène Scribe                                                                             | Premiär 1 oktober 1868 fröken Hammarstrand, Jean Fredrik Ahlström, August Teodor Boström, Clara Rylander |
| 1868 | Artikeln 213                                                                       | Adolphe d'Ennery och Philippe-François Dumanoir                                           | Premiär 4 oktober 1868 |
| 1869 | Syfröknarna Eine leichte Person                                                    | Anton Bittner                                                                             | Premiär 9 januari 1869 Lotten Warberg, Anna de Wahl, fröken Thunberg, fröken Hedlund, Anna Sofia Rustan, Hilma Bruno, August Warberg, Julia Magnusson, Richard Wagner, Gustaf Bruno, Otto Wilhelm Bergström, Edvard Nordberg, Gustaf Gjers, herr Lundberg, Magnus Ringh, Mathilda Bergström, Gustav Adolf Gardt, herr Carlsson, Hanna Apelqvist, Carl Gustaf Michal, Clara Gardt, Per Hjalmar Norrman |
| 1869 | I flygande fläng Paris ventre à terre                                              | Léopold Stapleaux och Théodore Barrière Översättning Ernst Wallmark                       | Premiär 30 januari 1869 |
| 1869 | Rivaler genom missförstånd                                                         | Ludvig Josephson                                                                          | Premiär 12 mars 1869 Jean Fredrik Ahlström, Richard Wagner, Ludvig Otterström, M. L. Hammarstrand, Clara Rylander, Elisabet Hartman, fru Martinsson |
| 1869 | Stockholm, Vesterås och Upsala                                                     | August Blanche                                                                            | Premiär 30 mars 1869 |
| 1869 | Den lilla sångfogeln Singvögelchen                                                 | Thuiskon Hauptner och Eduard Jacobson                                                     | Premiär 3 oktober 1869 |
| 1869 | N:o 66 Le 66                                                                       | Jacques Offenbach, Auguste Pittaud de Forges och Laurencin Översättning Ludvig Strindberg | Premiär 9 oktober 1869 |
| 1869 | Den sköna Galathea Die schöne Galathée                                             | Franz von Suppé och Poly Henrion Översättning Jonas Philipsson                            | Premiär 8 november 1869 |
| 1869 | Storhertiginnan av Gerolstein La Grande-duchesse de Gérolstein                     | Jacques Offenbach, Henri Meilhac och Ludovic Halévy Översättning Ludvig Strindberg        | Premiär 20 november 1869 |
| 1871 | En trappa upp och på nedre botten                                                  | August Blanche                                                                            | Premiär 2 april 1871 |
| 1871 | Frun av stånd och frun i ståndet                                                   | Frans Hedberg                                                                             | |
| 1871 | Magister Bläckstadius eller Giftermålsannonsen                                     | August Blanche                                                                            | |
| 1871 | 1846 och 1946                                                                      | August Blanche                                                                            | |
| 1871 | Fabriksflickan                                                                     | Johann Nestroy Bearbetning Frans Hodell                                                   | |
| 1871 | Prinsessan av Trebizonde La princesse de Trébizonde                                | Jacques Offenbach, Charles-Louis-Étienne Nuitter och Étienne Tréfeu                       | |
| 1871 | Valborgsmässoaftonen                                                               | Frans Hedberg                                                                             | |
| 1875 | En lektion i matlagning                                                            | Louis-Adolphe Turpin de Sansay                                                            | |
| 1875 | Visitlådan                                                                         | Frans Hodell                                                                              | |
| 1875 | Svensken i Paris                                                                   | Frans Hodell                                                                              | |
| 1875 | Gubbar på kärleksäventyr                                                           |                                                                                           | |
| 1875 | Löjtnanten och hans kalfaktor                                                      | Frans Isak von Heland                                                                     | |
| 1875 | De övergivna Les Deux Orphelines                                                   | Adolphe d'Ennery och Eugène Cormon Översättning Ernst Wallmark                            | Premiär 4 februari 1875 |
| 1875 | Fru ärkehertigen Madame l'archiduc                                                 | Jacques Offenbach och Albert Millaud Översättning Ernst Wallmark                          | |
| 1875 | Han reser för sitt nöje Trottmann le touriste                                      | Bernhard Lopez och Charles Narrey                                                         | |
| 1875 | En soirée i Kåkbrinken M. Choufleuri restera chez lui le...                        | Jacques Offenbach och M. de Saint Rémy                                                    | |
| 1875 | En söndag på Amager En Søndag paa Amager                                           | Johanne Luise Heiberg                                                                     | |
| 1875 | Värmlänningarna                                                                    | Fredrik August Dahlgren och Andreas Randel                                                | |
| 1875 | Lucifers minister                                                                  | Erik Bøgh                                                                                 | |
| 1875 | Syfröknarna                                                                        | Frans Hodell                                                                              | |
| 1875 | Prinsessan av Trebizonde La princesse de Trébizonde                                | Jacques Offenbach, Charles-Louis-Étienne Nuitter och Étienne Tréfeu                       | |
| 1875 | Skuggsidor eller Mor och dotter                                                    | Eugène Grangé och Lambert Thiboust                                                        | |
| 1875 | Kusin Rocambole och hans arvingar Le docteur Chiendent, ou L'heritage de Rocambole | Charles Varin                                                                             | |
| 1875 | Ett resande teatersällskap                                                         | August Blanche                                                                            | |
| 1875 | Läderlappen Die Fledermaus                                                         | Johann Strauss d.y., Karl Haffner och Richard Genée                                       | |
| 1876 | Jag bränner min svärmor                                                            | Julius Rosen                                                                              | |
| 1876 | Kamrer Pettersons nyårsvisiter                                                     | Frans Hodell                                                                              | |
| 1876 | Trettio millioner Les Trente Millions de Gladiator                                 | Eugène Labiche och Philippe Gille                                                         | |
| 1876 | Den förmente prinsen Der verwünschte Prinz                                         | Wenzel Müller                                                                             | |
| 1876 | De övergivna Les Deux Orphelines                                                   | Adolphe d'Ennery och Eugène Cormon                                                        | |
| 1876 | Presidenten                                                                        | W. Kläger                                                                                 | |
| 1876 | Herr Boisjolis bröllopsäventyr Les deux noces de Boisjoli                          | Alfred Duru                                                                               | |
| 1876 | Nerkingarne                                                                        | Axel Anrep                                                                                | |
| 1876 | En lektion i matlagning                                                            | Georges Douay                                                                             | |
| 1876 | En söndag på Amager En Søndag paa Amager                                           | Johanne Luise Heiberg                                                                     | |
| 1876 | Peder Rank och hans fästmö                                                         | Olof Hermelin och Karl Johan Lewerth                                                      | |
| 1876 | Den grå paletån Den graa Paletot                                                   | Erik Bögh                                                                                 | |
| 1876 | På egen botten                                                                     | Richard Gustafsson                                                                        | |
| 1876 | Giroflé-Girofla                                                                    | Charles Lecocq, Albert Vanloooch Eugène Leterrier                                         | Gästspel av Södra Teatern |
| 1876 | Min Leopold                                                                        | Frans Hodell                                                                              | Gästspel av Södra Teatern |
| 1876 | Andersson, Pettersson och Lundström                                                | Frans Hodell                                                                              | Gästspel av Södra Teatern |
| 1876 | Till Österland vill jag fara                                                       | Gustaf Bellander                                                                          | |
| 1876 | Sköna Helena La belle Hélène                                                       | Jacques Offenbach, Henri Meilhac och Ludovic Halévy                                       | |
| 1876 | Trubaduren Il trovatore                                                            | Giuseppe Verdi, Salvatore Cammarano och Leone Emanuele Bardare                            | Gästspel av Richard Hennebergs operasällskap |
| 1876 | Tsar och timmerman Zar und Zimmermann                                              | Albert Lortzing                                                                           | Gästspel av Richard Hennebergs operasällskap |
| 1876 | Judinnan La juive                                                                  | Jacques Fromental Élie Halévy och Eugène Scribe                                           | Gästspel av Richard Hennebergs operasällskap |
| 1876 | De muntra fruarna i Windsor Die lustigen Weiber von Windsor                        | Otto Nicolai och Salomon Hermann Mosenthal                                                | Gästspel av Richard Hennebergs operasällskap |
| 1876 | Tannhäuser                                                                         | Richard Wagner                                                                            | Gästspel av Richard Hennebergs operasällskap |
| 1876 | Figaros bröllop Le nozze di Figaro                                                 | Wolfgang Amadeus Mozart och Lorenzo da Ponte                                              | Gästspel av Richard Hennebergs operasällskap |
| 1876 | Fra Diavolo                                                                        | Daniel Auber och Eugène Scribe                                                            | Gästspel av Richard Hennebergs operasällskap |
| 1876 | Nu ska vi roa oss Einen Jux will er sich machen                                    | Johann Nestroy                                                                            | |
| 1876 | Duellen Le Duel de Benjamin                                                        | Émile Jonas och Eugène Mestépès                                                           | |
| 1876 | Familjen Danicheff Les Danicheff                                                   | Pierre Nevsky                                                                             | |
| 1876 | Fatinitza                                                                          | Franz von Suppé, Friedrich Zell och Richard Genée                                         | |
| 1878 | Lille hertigen Le petit duc                                                        | Charles Lecocq, Henri Meilhac och Ludovic Halévy                                          | Premiär 16 november 1878 Elisabeth Hjortberg, T. Hedlund, fru Lundberg, Fritz Arlberg, Victor Holmquist, Ludvig Otterström, Helene Löfgren, fru Key, Anna Sofia Rustan, fröken Brauckmann, Hanna Apelqvist, fru Zetterholm, Clara Gardt, Ottonie Bendroth, Emilie Hedlund, fröken Andersson, Henriette Salzenstein, fröken Westergaard, fröken Thunberg, fru Dahlgren, Mathilda Bergström, fru Collin, fröken Boberg, Jenny Sandberg, fru Fritzche, Julia Magnusson, Carl Hjortberg, herr Collin, August Wahlgren, herr Ohlsson, herr Lagercrantz, herr Larsson, Alfred Lundberg, Johan Ekeman, Magnus Ringh, herr Sjögren, Ludvig Eriksson, herr Dahlgren, herr Hjort, Frans Richard Hagman, Ludvig Zetterholm, Lotten Warberg |
| 1879 | Sjökadetten Der Seekadet                                                           | Richard Genée och Camillo Walzel                                                          | Premiär 31 januari 1879 Mathilda Bergström, Victor Holmquist, Lotten Warberg, Magnus Ringh, Elisabeth Hjortberg, August Warberg, Ludvig Eriksson, Carl Hjortberg, Gustav Adolf Gardt, E. Hedlund, T. Hedlund, Helene Löfgren, Hanna Apelqvist, Anna Sofia Rustan, fru Lindby, Henriette Salzenstein, fru Källander, fröken Nordström, fröken Lundberg, Frans Richard Hagman, Per Hjalmar Norrman |
| 1879 | Orfeus i underjorden Orphée aux Enfers                                             | Jacques Offenbach, Hector Crémieux och Ludovic Halévy Översättning Ernst Wallmark         | Premiär 5 april 1879 Victor Holmquist, Magnus Ringh, Carl Hjortberg, Frans Richard Hagman, herr Ericsson, Alfred Lundberg, Otto Wilhelm Bergström, herr Lagercrantz, herr Holmstedt, Edvard Comstedt, herr Carlsson, August Wahlgren, Fredrik Bäckgren, herr Berlin, herr Jacobi, Gustaf Salzenstein, Edvard Victor Nordberg, John Erik Källander, Per Hjalmar Norrman, Julia Magnusson, Anna de Wahl, Mathilda Bergström, Elisabeth Hjortberg, Anna Sofia Rustan, Robert Salzenstein, fru Lindby, fröken Lundberg, fröken Thunberg, Lotten Warberg, fröken Hedlund, Emilie Hedlund, Hanna Apelqvist, Clara Gardt, fru Ahlström, Jenny Sandberg, Helene Löfgren, fröken Boberg, fröken Nordström, T. Hedlund                    |
| 1880 | Peder Rank och hans fästmö                                                         | Olof Hermelin                                                                             | |
| 1881 | Musketörerne i Klostret Les mousquetaires au couvent                               | Louis Varney, Jules Prével och Paul Ferrier Ernst Wallmark                                | Premiär 24 januari 1881 Gustaf Mallander, Herr Sjöberg, Jean Rudolf Sellman, Gustav Adolf Gardt, Carl Hjortberg, Herr Nordberg, John Blomqvist, Victor Castegren, Herr Bäckgren, Helene Löfgren, Fröken Wiborg, Elisabeth Hjortberg, Olivia Hjelmdahl, Hedvig Henriette Caspér, Fru Ahlström, Fru Lundström, Fröken Thunberg, Mathilda Caspér, Ottonie Bendroth |
| 1881 | Svaga sidan La corde sensible                                                      | Alexandre Thibaut de la Rochethulon och Louis-François Clairville                         | Premiär 2 oktober 1881 August Warberg, Axel Roos, Hanna Apelqvist, Anna de Wahl |
| 1881 | Under förmälningshögtidligheterna                                                  | Frans Hedberg                                                                             | Premiär 2 oktober 1881 John Blomqvist, Clara Gardt, fröken Malmgren, Fredrik Bäckgren, Ida Grönqvist, Carl Hjortberg, Axel Roos, Albert Ranft, Gottlieb Rampeltin, Emil Strömberg, Julia Magnusson, Gustaf Mallander, herr Carlsson, Victor Castegren, Gustaf Salzenstein |
| 1881 | Pariserliv                                                                         | Jacques Offenbach, Henri Meilhac och Ludovic Halévy                                       | Premiär 25 oktober 1881 Gustaf Mallander, Albert Ranft, Axel Roos, Gottlieb Rampeltin, Carl Hjortberg, August Warberg, Gustav Adolf Gardt, Emil Strömberg, Gustaf Salzenstein, Ida Grönqvist, Anna de Wahl, Elisabeth Hjortberg, Mathilda Bergström, Hanna Apelqvist, Fru Rampeltin, Titti Michal, Herr Hjelmdahl, Fröken Hedlund, Victor Castegren |
| 1881 | Frihetsbröderna Les Brigands                                                       | Jacques Offenbach, Henri Meilhac och Ludovic Halévy                                       | Premiär 27 december 1881 August Warberg, Elisabeth Hjortberg, Anna de Wahl, Gustav Adolf Gardt, Emil Strömberg, Albert Ranft, Victor Castegren, Axel Roos, Hjalmar Svalander, Gustaf Mallander, Gottlieb Rampeltin, Ottonie Bendroth, Carl Hjortberg, Fredrik Bäckgren, Wilhelm Holmgren, Ida Grönqvist, Fröken Thunberg, Herr Nordberg, Clara Gardt, Fröken Wretmark |
| 1882 | Gipsfiguren                                                                        | Th. Taube                                                                                 | Premiär 1 januari 1882 Gustaf Mallander, Mathilda Bergström, fröken Malmgren, John Blomqvist, fru Rampeltin, Emil Strömberg, Axel Roos, Julia Magnusson, Albert Ranft, Ottonie Bendroth, fröken Wretmark, Titti Michal, fröken Holmberg, Victor Castegren, herr Carlsson, Gustaf Salzenstein |
| 1882 | Greven av Monte Christo Le Comte de Monte-Cristo                                   | Alexandre Dumas den äldre                                                                 | Premiär 29 april 1882 Gustaf Mallander, Gustav Adolf Gardt, August Warberg, Clara Gardt, Albert Ranft, Axel Roos, Emil Strömberg, Oscar Stiegler, Edvard Nordberg, John Blomqvist, Fredrik Bäckgren, Hjalmar Svalander, Julius Fritz Chave, Ludvig Eriksson, Frithiof Hellström, Titti Michal, Thérèse Holmström, Hanna Apelqvist, Victor Castegren, Gustaf Salzenstein, Wilhelm Holmgren, Gottlieb Rampeltin, Carl Hjortberg |
| 1882 | Positivhataren                                                                     | August Blanche                                                                            | Premiär 30 augusti 1882 Gustaf Mallander, Erika Jensen, August Warberg, Emil Linden, Emil Strömberg, fru Rampeltin, Julia Magnusson, Victor Castegren, herr Norberg |
| 1882 | Fatinitza                                                                          | Franz von Suppé, Friedrich Zell och Richard Genée                                         | Premiär 13 september 1882 Gustav Adolf Gardt, Emilia Lund, Emil Linden, Fredrik Bäckgren, Wilhelm Holmgren, Hanna Apelqvist, fröken Hedlund, fröken Boberg, fru Rampeltin, fröken Malmgren, Ottonie Bendroth, fröken Pettersson, fröken Wretmark, Carl Hjortberg, Hjalmar Svalander, August Warberg, Victor Castegren, Erika Jensen, Hedlund, Julia Magnusson, herr Norberg, Gustaf Salzenstein, John Blomqvist, Ludvig Eriksson, herr Carlsson, Clara Gardt, Helene Löfgren |
| 1882 | Öregrund-Östhammar                                                                 | Selfrid Kinmanson                                                                         | Premiär 23 september 1882 August Warberg, John Blomqvist, Gustaf Mallander, Elisabeth Hjortberg, Clara Gardt, Julia Magnusson, Anna de Wahl, Carl Hjortberg, Erika Jensen, Fru Söderström, fröken Malmgren, Axel Roos, Gustav Adolf Gardt, Emil Linden, Victor Castegren, Gustaf Salzenstein, Ottonie Bendroth, fröken Wretmark, fröken Pettersson |
| 1882 | Carbonanerna Capitän Nicoll, oder Die Carbonari                                    | Carl Zeller och Moritz West                                                               | Premiär 23 november 1882 Erika Jensen, Gustav Adolf Gardt, Emil Linden, Emilia Lund, August Warberg, Carl Hjortberg, Ludvig Ericsson, Emil Strömberg, Elisabeth Hjortberg, Frithiof Hellström, Victor Castegren, John Blomqvist, Axel Roos, Fredrik Bäckgren, Anton Ljungqvist, Wilhelm Holmgren, Edith Ljunggren, Edvard Victor Nordberg |